# Metronidazolo
Il metronidazolo (C6H9N3O3) è un antibiotico appartenente alla classe dei composti nitroimidazoli, particolarmente efficace su batteri anaerobi e sui protozoi. Viene in genere venduto dalle aziende farmaceutiche con il nome commerciale di Flagyl, nella forma di compresse da 250 mg e di ovuli vaginali da 500 mg.

## Storia
Il farmaco venne scoperto intorno al 1950, e venne inizialmente utilizzato come antiprotozoario nelle infezioni da Trichomonas vaginalis. Successivamente studi clinici evidenziarono che il metronidazolo possedeva attività anche contro i bacilli anaerobi, resistenti a moltissimi farmaci, come i Bacteroides e i Gram-positivi quali i Clostridi.

## Farmacocinetica
La somministrazione è possibile attraverso tutte le vie, avendo una buona biodisponibilità. Dopo somministrazione per via orale il farmaco è rapidamente assorbito dal tratto gastrointestinale. Il farmaco si lega scarsamente alle proteine sieriche (ha una biodisponibilità del 100% quando assunto per via orale), ha un'ottima distribuzione, difatti diffonde bene in quasi tutti i tessuti biologici e supera ottimamente la barriera placentare e la barriera ematoencefalica: le concentrazioni nella saliva, nel latte materno e nel fluido cerebrospinale sono paragonabili a quelle riscontrabili nel plasma.
Il farmaco viene metabolizzato a livello epatico e i metaboliti che compaiono nelle urine derivano principalmente dall'ossidazione della catena laterale e da un processo di glucuronoconiugazione. L'eliminazione è prevalentemente per via renale (70%) mentre con le feci viene eliminata una dose variabile tra il 6% e il 15%. Una quota minore viene eliminata tramite la saliva e il latte. Nelle donne rilevante è la quota eliminata attraverso la secrezione vaginale (circa il 15%).

## Farmacodinamica
Il metronidazolo è un profarmaco, cioè diventa attivo all'interno dell'organismo dopo aver subito metabolismo. Nella fattispecie, affinché il farmaco diventi attivo, il nitrogruppo in posizione 5 dell'anello imidazolico deve essere ridotto a gruppo amminico. Una volta attivato, il metronidazolo aggredisce i microrganismi ospiti causando gravi danni al DNA e inibendo la sintesi degli acidi nucleici. Va altresì specificato che il farmaco non è in grado di eliminare microrganismi aerobi, in quanto l'ossigeno presente ossiderebbe l'ammina a nitrogruppo inattivando la molecola.

## Usi clinici

### Tricomoniasi sintomatica e asintomatica
Il metronidazolo è indicato nel trattamento della tricomoniasi sintomatica, sia nei maschi sia nelle femmine, quando la presenza del protozoo è stata confermata da appropriate procedure di laboratorio (strisci umidi e/o colture). È inoltre indicato nel trattamento delle donne asintomatiche quando l'organismo è associato a endocervicite, cervicite o erosione cervicale.

### Trattamento di un partner asintomatico
L'infezione da Trichomonas vaginalis è una malattia venerea. Per questo motivo partner sessuali asintomatici di pazienti trattati devono essere trattati a loro volta se vi è evidenza di presenza del protozoo, al fine di prevenire la reinfezione del partner (infezione a "ping pong"). La decisione se trattare o meno un partner maschio asintomatico che ha eseguito un esame colturale con esito negativo (oppure del quale non esiste un esame colturale) è individuale. Nel prendere questa decisione, si deve tener presente che una donna può essere reinfettata se il suo partner non viene trattato: vi sono spesso notevoli difficoltà a isolare l'organismo da un portatore asintomatico maschio e strisci o colture negative possono non avere alcun significato.

### Amebiasi
Il metronidazolo è indicato nel trattamento dell'amebiasi intestinale acuta (cosiddetta dissenteria amebica) e degli ascessi epatici amebici. Nel caso di ascessi epatici amebici la terapia con l'antiprotozoario non elimina la necessità di aspirazione o del drenaggio del pus.

### Altre infezioni
- Vaginosi batterica (infezioni da Gardnerella vaginalis),
- Infezioni da Giardia lamblia,
- Gastrite cronica da Helicobacter pylori,
- Di prima scelta nel trattamento della colite pseudomembranosa,
- Empiema.
- Diverticolite

Viene inoltre utilizzato in caso di infezioni batteriche chirurgiche o ginecologiche per la sua attività sulla flora anaerobia, e in particolare sul Bacteroides fragilis.

## Effetti collaterali e indesiderati
Molti degli effetti avversi correlati al trattamento con metronidazolo coinvolgono il sistema nervoso e sono le convulsioni, l'encefalopatia, la meningite asettica, la neuropatia ottica e periferica., nei soggetti predisposti. Quest'ultima si associa in particolare ad alterazioni della componente sensitiva e si caratterizza per intorpidimento o parestesia di un arto. Questa neuropatia periferica, per quanto sia un effetto avverso raro ma grave, si ritiene sia correlata alla dose e alla durata della terapia. La maggior parte dei casi si verifica infatti dopo dosi variabili dai 1 000 mg ai 2 400 mg al giorno per almeno 30 giorni, oppure dopo una dose totale di 50 grammi. Come già accennato tende a verificarsi in particolar modo a carico degli arti inferiori e si presenta con intorpidimento, formicolio e parestesia. I soggetti in trattamento devono essere avvisati della necessità di interruzione del trattamento al manifestarsi di questi effetti.
Altri disturbi segnalati a carico del sistema nervoso sono cefalea, capogiro, vertigini, sincope, incoordinazione motoria, atassia, confusione mentale, disartria, agitazione, allucinazioni e insonnia, sempre nei soggetti già predisposti.
Fra gli effetti collaterali più frequenti vi sono quelli a carico dell'apparato gastrointestinale. Questi effetti sono relativamente comuni e includono nausea, vomito, anoressia, secchezza delle fauci, un sapore strano e sgradevole, talvolta di tipo metallico, diarrea, dolori addominali, disturbi epigastrici, crampi addominali, stitichezza, proctite, lingua impaniata, glossite e stomatite. In rari casi sono state segnalate ittero, epatite, pancreatite. Si ricorda che il metronidazolo può essere utilizzato per il trattamento della colite pseudomembranosa ma anche che raramente può essere implicato come agente causale. Questi rari casi di colite pseudomembranosa metronidazolo indotta possono essere trattati con successo con vancomicina.
Il trattamento con metronidazolo può anche comportare la comparsa di orticaria, rash eritematoso, la sindrome di Stevens-Johnson, necrolisi epidermica tossica, vampate di calore, artralgie, malessere, febbre, prurito. Sono possibili effetti indesiderati ematologici quali leucopenia e neutropenia reversibile e trombocitopenia reversibile (rara).

## Controindicazioni
Il farmaco è controindicato nei soggetti con ipersensibilità nota al principio attivo o ad altri nitroimidazolo derivati oppure a uno qualsiasi degli eccipienti della formulazione farmaceutica. Nelle pazienti affetti da tricomoniasi il metronidazolo è controindicato nel primo trimestre di gravidanza.

## Dosi terapeutiche
- Amebiasi intestinale: adulti 800 mg bambini 200–400 mg a seconda dell'età, si somministra ogni 8 ore.
- Amebiasi extra-intestinale: 400–800 mg.
- Trichomoniasi vaginale: 200–500 mg (a seconda della dose varia la tempistica di somministrazione).
- Giardiasi: 2 g al giorno.